# لاریسا ریکلمه
لاریسا ریکلمه (انگلیسی: Larissa Riquelme؛ زادهٔ ۲۲ فوریهٔ ۱۹۸۵) مدل و هنرپیشه اهل پاراگوئه است.
وی که یکی از شناخته شده‌ترین مدل‌های زن در پاراگوئه محسوب میشود به دلیل انتشار تصاویر شادی در بازی مابین تیم ملی فوتبال پاراگوئه و تیم ملی فوتبال اسلواکی در سال ۲۰۱۰ میلای به شهرت رسید و روزنامه مارکا به وی لقب "دوست‌دختر جام جهانی" داد.